# Fohrenbachmühle
Die Fohrenbachmühle, auch Fohrenbachsäge; einst auch Teufelsmühle, war eine Mahl- und ist noch eine Sägemühle in Nöggenschwiel im Landkreis Waldshut.

## Lage
Die Fohrenbachmühle liegt unterhalb Nöggenschwiel am Fohrenbach, einem Zufluss der Schwarza.

## Geschichte
Die Fohrenbachmühle wurde 1328 erstmals erwähnt (molendium in Forebach, quod alias vulgariter dicitur des Tufels Muli) und war eine Lehensmühle des Klosters St. Blasien und gehörte bis zum Jahr 1770 zum Gut Leinegg. Heute wird die Fohrenbachmühle noch als Sägerei betrieben. Im Fohrenbachtal bestand ein umfangreiches mittelalterliches Bergbaugebiet, der Ursprung der Mühle beruht wohl in einer Poche.